# La Maison du Bourreau (roman)
Ne doit pas être confondu avec La Maison du bourreau (film).
La Maison du Bourreau (The Red Widow Murders dans l'édition originale américaine) est un roman policier de John Dickson Carr publié en 1935, sous le pseudonyme de « Carter Dickson ». 
Ce « whodunit » est le 3e roman de la série mettant en scène le personnage de Sir Henry Merrivale. 
Le roman met en scène une énigme en chambre close dans laquelle un homme est enfermé pendant deux heures dans une chambre censée être maudite. Tous les quarts d'heure, il signale sa présence. Lorsqu'on va le voir au bout du délai imparti, on le découvre mort empoisonné. Apparemment personne n'est entré dans la pièce durant les deux heures. Qui l'a empoisonné ? Pourquoi ? Comment ? Qui a répondu à sa place à plusieurs reprises ? Telles sont les questions auxquelles Merrivale devra répondre, d'autant plus qu'un second meurtre est commis quelques heures après dans la même chambre.

## Personnages
- Victimes
  - Ralph Bender : « artiste », première victime
  - Guy Brixham : seconde victime

- Enquêteurs
  - Henry Merrivale
  - Inspecteur Humphrey Masters

- Famille Brixham
  - Alan Brixham, dit « lord Mantling » : frère de Guy et de Judith
  - Guy Brixham : frère d'Alan et de Judith
  - Judith Brixham : 31 ans, sœur d'Alan et de Guy
  - Isabel Brixham : tante des trois précédents

- Autres personnages principaux
  - George Anstruther (« sir George ») : administrateur du British Museum
  - Dr Michael Tairlaine : 50 ans, ami de George Anstruther
  - Robert (« Bob ») Carstairs : ami d'Alan Brixham
  - Martin Longueval-Ravelle
  - Dr Eugene Arnold : médecin psychiatre
  - Dr Pilham : médecin psychiatre
  - Shorter : maître d'hôtel

## Résumé
Le roman comporte 20 chapitres.

### Mise en place de l’intrigue et premier meurtre
Chapitres 1 à 5.
À Londres, dans la résidence surnommée familièrement la Maison du Bourreau, la « Chambre de la Veuve Rouge » a la sinistre réputation de tuer quiconque y séjourne seul pendant plus de deux heures. La première mort mystérieuse a ainsi été recensée en 1803 ; par la suite, des personnes y sont décédées en 1825 puis en 1870. Depuis lors, la chambre n'a plus jamais été utilisée. Or, cet immeuble de Mayfair étant promis à la démolition, Alan Brixham (« lord Mantling »), l'actuel propriétaire, se décide à rouvrir la chambre une dernière fois pour en percer le secret. D'ailleurs, des événements récents et mystérieux ont eu lieu dernièrement dans la maisonnée : un perroquet aurait été étranglé et un chien fox-terrier aurait été égorgé.
L'expérience est tentée par Alan Brixham au cours d'une soirée d'exception où se trouvent réunies une dizaine de personnes triées sur le volet, dont sir Henry Merrivale (« H. M. »). À l'aide d'un jeu de cartes, on tire au sort la personne qui s'enfermera seule dans la chambre. Ralph Bender, un jeune artiste ami d'Isabel Brixham, tire l'as de pique, la carte la plus forte. Lors de l'ouverture de la Chambre de la Veuve Rouge, une première surprise attend les participants : la chambre a été nettoyée récemment et les antiques vis ont été changées !
Par précaution, on décide que Bender répondra tous les quarts d'heure à l'appel de ses compagnons. Bender prend ainsi place dans la chambre vers 22 h et il est prévu qu'il sera « libéré » à minuit. Pendant ce laps de temps, ses compagnons attendent à proximité de la porte ; seuls Guy et Isabel, trouvant l’attente pénible, retournent dans leurs chambres. Bender répond comme prévu tous les quarts d'heure aux appels de ses compagnons.
Judith et son fiancé le docteur Arnold, qui étaient de sortie, reviennent au domicile familial peu avant minuit.
À minuit exactement, quand on ouvre la porte, Bender est retrouvé mort, apparemment empoisonné et mort depuis environ une heure. Sur son torse, on trouve une carte à jouer (un neuf de pique) et un mystérieux message comportant une expression latine abâtardie (« struggole faiusque lecutate, te decutinem dolorum persona »). 
La police est immédiatement prévue. L'inspecteur Humphrey Masters se rend sur les lieux et commence son enquête. Comment Bender est-il mort ? En premier lieu on pense que Bender a été empoisonné à la strychnine, puis dans un second temps Merrivale propose le curare, un poison qui permet une paralysie des muscles et la mort en quelques minutes.
Le Dr Arnold fait alors une révélation : Ralph Bender n'était pas un « artiste » comme on le croyait, mais un jeune médecin qui finissait ses études et qui avait accepté, à la demande du Dr Arnold et d'Isabel Brixham, de venir à la soirée pour tenter de détecter l'éventuelle maladie mentale de l'un des participants.

### Enquête concernant le meurtre
Chapitres 6 à 12.
L'accident et le suicide étant écartés d'emblée, on ignore tout des motifs de l’assassin et du modus operandi.
Dans la pièce, on découvre une cassette en argent dont on constate qu'elle dispose d'un mécanisme permettant de piquer au pouce une personne ne connaissant pas son mécanisme d'ouverture. Si la pointe est enduite de poison, la personne piquée risque la mort.
Puis on apprend que trois fléchettes ramenées d'Amérique du sud et contenant en leur bout du curare ont disparu. Le meurtrier aurait-il subtilisé ces fléchettes pour se procurer le poison ?
Guy, le fils cadet des Brixham, a un comportement excentrique. Il est aussi passionné d'histoire. Il a fait des recherches généalogiques et historiques sur la famille et sur l'histoire de la Maison du Bourreau. Ce nom provient d'un ancêtre, Charles Brixham, qui en 1793, alors en voyage en France, était tombé amoureux de Marie-Hortense Longueval. Le couple s'était marié. Marie-Hortense faisait partie de la famille Sanson, bourreaux officiels des hautes-œuvres. Le chef de famille récupérait des bijoux appartenant aux condamnés à mort et les avait gardés par devers lui. L'épouse du chef de famille, Marthe Samson, a pu cacher les bijoux ainsi volés dans la cassette en argent, ou alors dans des meubles de la Maison du Bourreau. Et ces meubles pourraient être ceux garnissant aujourd'hui la « Chambre de la Veuve Rouge ». Jadis ces meubles avaient été fabriqués par la famille Longueval ; aujourd'hui Ravelle est l'un des descendants de cette famille.
Merrivale et l'inspecteur de police Masters découvrent que Guy a sans doute été le témoin du meurtre. Il se trouvait en dehors de l’immeuble, au rez-de-chaussée, derrière la fenêtre ébréchée de la Maison du Bourreau. Merrivale et l'inspecteur de police se demandent si c'est lui qui a envoyé sur Bender une fléchette enduite de curare avec une sarbacane.
Après ce début d'enquête qui n’est guère fructueux, les participants et l'inspecteur Masters se séparent vers 3 heures du matin (la mort a eu lieu entre 22 h et minuit). Aucun scellé n'est déposé sur l'entrée de la chambre où Bender a trouvé la mort.
Pendant la nuit, une bagarre éclate entre Bob Carstairs et Ravelle vers 4 h 30 : les deux hommes se donnent des coups réciproques.

### Second meurtre et poursuite de l’enquête
Chapitres 13 à 19.
Au petit matin, on découvre que Guy a été tué durant la nuit dans la chambre où Bender avait déjà trouvé la mort. Il a été violemment frappé au crâne et à la mâchoire par un marteau ou une masse. Il aurait été tué aux alentours de 4 h du matin, peu de temps avant l’altercation entre Carstairs et Ravelle.
La poursuite de l’enquête permet de découvrir que la cassette en argent contenait des diamants et des bijoux dans un double fond. Sans doute est-ce la raison qui a incité Guy à se rendre de nuit dans la chambre maudite : ouvrir la cassette et en voler son précieux contenu. Il aurait été surpris dans ses agissements par l'assassin de Bender. Ce dernier a sans doute voulu un témoin de le dénoncer.
À l'intérieur du siège de l'une des chaises de la chambre, on découvre là-aussi des bijoux.
On en vient à penser que ce qui tue, ce n'est pas la chambre en elle-même mais des mécanismes intégrés dans la cassette ou les meubles ayant pour effet de piquer et d'empoisonner ceux qui ne connaitraient pas les secrets de leur ouverture. Ainsi les meubles seraient munis de système passifs de protection, et peut-être Bender en est-il mort.
On écarte l'hypothèse selon laquelle Guy aurait tiré en direction de Bender une fléchette empoisonnée avec une sarbacane, mais il semble en revanche acquis qu'il était présent au rez-de-chaussée, derrière la fenêtre tandis que Bender mourrait. Ainsi il a vu comment Bender avait été empoisonné et aurait voulu s'emparer de la cassette en argent sans commettre la même erreur que Bender. C'est lui qui aurait imité la voix de Bender en lançant des appels tous les quarts d'heure et ainsi « couvert » le meurtrier de Bender. Son but aurait été que Bender, empoisonné, meure de manière certaine afin qu'il puisse ultérieurement s'approprier les bijoux. Et c'est la raison pour laquelle il a été tué : il connaissait l'identité du meurtrie de Bender.
On en déduit aussi que Guy et Ravelle cherchaient tous deux les bijoux (d'où la bagarre entre Ravelle et Carstairs).
Entendu, Ravelle fait une révélation : les trois fléchettes d'Amérique du Sud disparues ont été volées par Judith.
Cette dernière est entendue. Elle reconnaît le vol des fléchettes, mais elle les a remises à un savant du British Museum afin de les faire analyser. Aucune d'elles ne contenait du curare.
On n'avance pas sur les sujets concernant la signification du rouleau de parchemin contenant l'expression latine, ni sur la mort du chien et du perroquet.
Un détail qui a son importance est évoqué : peu avant la soirée tragique, Bender était allé voir son dentiste et avait été opéré d'un abcès interne à la mâchoire.
Sur ces entrefaites, Isabelle fait à son tour une révélation : elle a vu son neveu Alan cacher dans un tiroir de sa commode divers objets compromettants (notamment le carnet personnel de Bender). Une perquisition a lieu et l'on retrouve effectivement ces objets compromettants dans la commode. L'inspecteur de police Masters place Alan Brixham en garde à vue, soupçonné des deux assassinats.

### Dénouement et révélations finales
Chapitre 20.
L'enquête de Merrivale se conclut sur l'arrestation du coupable, qui reconnaît avoir commis les deux assassinats.
Il s'agit du psychiatre Eugene Arnold. Ce dernier souffrait de graves problèmes psychiatriques qui avaient été détectés par Bender. Arnold avait voulu supprimer ce dernier et avait choisi de le faire lors de « l'expérience » d'Alan Brixham. Sachant que Bender venait d'être opéré d'un abcès à la mâchoire, il lui avait remis un « calmant » contenu dans une petite fiole. Or la fiole, loin de contenir un calmant, contenait du curare qui s'est introduit dans le sang de la victime. Bender est donc mort, non en raison d'une prétendue malédiction de la chambre, mais de l’action directe d'Arnold qui lui a remis un poison avant de Bender ne le consomme à l'intérieur de la chambre. À travers la vitre ébréchée de la fenêtre, Guy avait constaté que Bender s'écroulait juste après la consommation de la fiole. Or, ayant vu peu de temps auparavant la remise de la fiole à Bender par Arnold, il avait compris que ce dernier était l'instigateur de l'empoisonnement. Par la suite Arnold avait alors tué Guy pour faire taire un potentiel témoin gênant.
Il en découle que la Chambre de la Veuve Rouge n'est pas, en elle-même, hantée ou maudite, et que Arnold n'a pas commis les assassinats pour s'emparer des diamants et bijoux cachés dans les meubles, objets précieux dont il ne connaissait même pas l’existence.
Un détail est révélé par Merrivale : Isabel a dénoncé son neveu Alan en raison d'une hypnose pratiquée par Arnold à son encontre, et c'est évidemment Arnold qui avait placé les objets compromettants dans la commode de la chambre d'Alan. L'emprisonnement et l'éventuelle condamnation d'Alan, à la suite de la mort de Guy, aurait permis à Judith de récupérer l'ensemble de la fortune des Brixham, dont Eugene Arnold aurait pu, en tant qu'époux de Judith, profiter par la suite.
Concernant le rouleau de parchemin contenant l'expression latine, celle-ci était une incantation permettant de lutter contre le mal aux dents. Arnold a tué le chien et le perroquet pour que ces animaux n'aient pas l'occasion d'alerter par leurs cris ou jappements les tiers sur ses projets criminels.
La fin du roman se termine par une note inattendue : Judith avait épousé secrètement le docteur Arnold. Mais l'arrestation de ce dernier rebat les cartes : il pourrait être condamné à mort, ou Judith pourrait demander le divorce. Quoi qu'il en soit, Judith va se retrouver esseulée, et il apparaît que Bob Carstairs et Michael Tairlaine sont tous deux « candidats » pour la consoler.

## Éditions
- Éditions originales en anglais
  - (en) The Red Widow Murders, New York, Morrow, 1935 — édition originale américaine.
  - (en) The Red Widow Murders, Londres, Heinemann, 1935 — édition originale britannique.

- Éditions françaises[1]
  - (fr) John Dickson Carr (auteur) et Perrine Vernay (traducteur), La Maison du Bourreau [« The Red Widows Murders »], Paris, Nouvelle Revue Critique, coll. « L'Empreinte no 97 », 1936, 246 p. (BNF 31909882).
  - (fr) John Dickson Carr (auteur) et Perrine Vernay (traducteur), La Maison du Bourreau [« The Red Widows Murders »], Paris, Librairie des Champs-Élysées, coll. « Le Masque no 1863 », 1986, 218 p. (ISBN 2-7024-1742-6, BNF 34902557).
  - (fr) John Dickson Carr (auteur) et Perrine Vernay (traducteur) (trad. de l'anglais), La Maison du Bourreau [« The Red Widows Murders »], « in » J.D. Carr, vol. 3 - Sir Henry Merrivale (1934-1937), Paris, Librairie des Champs-Élysées, coll. « Les Intégrales du Masque. », 1993, 1084 p. (ISBN 2-7024-2338-8, BNF 35585342) Ce volume omnibus réunit les romans suivants : La Maison de la peste, La Mort dans le Miroir, La Maison du Bourreau, Les Meurtres de la licorne, Arsenic et Boutons de manchette

## Autour du roman
Le lecteur avait déjà croisé les personnages de George Anstruther (directeur du British Museum) et de Michael Tarlaine (professeur de littérature anglaise à Harvard) dans le roman Les Meurtres de Bowstring (1933).

## Source bibliographique
- Roland Lacourbe, John Dickson Carr : scribe du miracle. Inventaire d'une œuvre, Encrage, 1997, p. 74-75.